# Munetaka Murakami
Munetaka Murakami (村上 宗隆?, Murakami Munetaka; Kumamoto, 2 febbraio 2000) è un giocatore di baseball giapponese, di ruolo terza base o prima base per i Tokyo Yakult Swallows.

## Carriera

### Gli inizi
Murakami giocò a baseball sin dall'età di cinque anni. Frequentò la Kyushu Gakuin High School dove inizialmente fu schierato nel ruolo di prima base, per poi giocare ricevitore sia nel secondo che nel terzo anno.

### Tokyo Yakult Swallows
Nonostante non abbia ricevuto una forte visibilità mediatica dalle sue precedenti apparizioni ai giochi nazionali giovanili, Murakami venne selezionato al draft NPB 2017 dai Tokyo Yakult Swallows, dagli Yomiuri Giants e dai Tohoku Rakuten Golden Eagles, con i primi che vinsero il sorteggio.
Spese gran parte della stagione 2018 nelle leghe minori. Il 16 settembre disputò contro gli Hiroshima Toyo Carp la sua prima partita in NPB, riuscendo anche a battere un fuoricampo da due punti al suo primo turno di battuta. Nonostante ciò, terminò la stagione tra le minors.
Il 2019 fu l'anno della sua consacrazione a livello nazionale. Diciannovenne, già alla prima gara del campionato iniziò come terza base titolare, fatto che lo rese il giocatore degli Swallows più giovane ad iniziare una partita inaugurale di inizio stagione, superando il record di franchigia del 1958 dell'allora ventunenne Seikichi Nishioka. Ricevette la prima convocazione per l'All-Star Game di luglio, Murakami il successivo 12 agosto contro gli Yokohama DeNA BayStars divenne il giocatore della NPB più giovane a realizzare un walk-off home run, ovvero un fuoricampo decisivo che chiuse la partita. Giocò tutte le 143 partite della regular season, chiudendo con una media battuta di .231, 36 fuoricampo e 96 punti battuti a casa. Venne inoltre eletto rookie dell'anno della Central League.
Nel corso dell'annata 2020 giocò anche in questo caso tutte le gare. Le sue cifre a fine anno furono di .307 di media battuta, 28 fuoricampo e 86 punti battuti a casa, in una stagione che però venne accorciata da 143 a 120 partite per via della pandemia di COVID-19.
L'anno seguente, gli Swallows chiusero al primo posto la Central League della NPB 2021, poi batterono 3-1 i concittadini degli Yomiuri Giants nella serie finale delle Climax Series, e infine conquistarono le Japan Series con il successo per 4 gare a 2 sugli Orix Buffaloes. L'apporto di Murakami fu di 39 fuoricampo (leader della classifica di fuoricampo della Central League) e di 112 punti battuti a casa, con una media battuta di .278 in 143 partite di regular season. Oltre a laurearsi campione con la squadra, venne nominato MVP della Central League.
Nel 2022 Murakami divenne il primo giocatore della NPB a battere almeno un fuoricampo in cinque consecutive apparizioni al piatto, nell'arco di due partite. Il 13 settembre batté il suo cinquantacinquesimo fuoricampo stagionale, pareggiando il record di Sadaharu Oh (risalente al 1964) per numero di fuoricampo in una singola stagione realizzati in NPB da un giocatore di nazionalità giapponese. Rischiò di non superare questo record essendo successivamente incappato in 48 turni di battuta senza fuoricampo, ma il 3 ottobre nell'ultima gara della regular season riuscì a battere il fuoricampo numero 56, battendo dunque il primato di Oh. Gli Swallows chiusero nuovamente primi la regular season, batterono 4-0 gli Hanshin Tigers nella serie finale delle Climax Series e arrivarono nuovamente alle Japan Series contro gli Orix Buffaloes, ma questa volta furono questi ultimi a prevalere. Oltre al secondo premio consecutivo di MVP della Central League, Murakami riuscì a conquistare a livello personale anche la tripla corona, riconoscimento che nel caso dei battitori viene assegnato a coloro in grado di primeggiare (in questo caso nella Central League) sia nella graduatoria della media battuta (.318) che in quella dei fuoricampo (56) che in quella dei punti battuti a casa (134). Con i suoi 22 anni, 8 mesi e un giorno, divenne il più giovane giocatore ad ottenere tale premio. Il precedente giocatore della NPB a vincere la tripla corona fu Nobuhiko Matsunaka dei Fukuoka Daiei Hawks nel 2004, mentre se si considera la sola Central League l'ultimo fu Randy Bass nel 1984.
Prima di iniziare la stagione 2023 contribuì, a livello di squadra nazionale, a far vincere al Giappone il World Baseball Classic 2023: all'ultimo inning della semifinale batté infatti la valida da due punti che permise ai nipponici di ribaltare il risultato sul Messico, mentre nella finale contro gli Stati Uniti realizzò il fuoricampo del temporaneo 1-1 in una partita poi vinta 3-2.